# Gregorio Gutiérrez González
Pour les articles homonymes, voir Gregorio González, Gutiérrez et González.
Gregorio Gutiérrez González (né le 9 mai 1826, mort le 6 juillet 1872) est un poète et un écrivain colombien. Il était avocat de métier. Il est rattaché au courant du romantisme.